# Fenologija
Fenologija (iz grške besede φαινομαι, phainomai - pojaviti se) je veja ekologije, ki proučuje zakonitosti periodičnih pojavov v razvojnem ciklu rastlin in živali ter ugotavlja njihovo odvisnost od sezonskih in letnih nihanjh podnebnih dejavnikov okolja. Primera tega sta čas razvoja listov in cvetov ter prvega opaženega prihoda ptic selivk na določenem območju.
V praksi se raziskuje vpliv vremenskih parametrov na razvoj rastlin in živali, zato je fenologija del agrometeorologije. Delimo jo na fitofenologijo in zoofenologijo.

## Zgodovina
Začetki te znanosti, ki meji med biologijo, meteorologijo in geografijo, segajo na Japonsko, kjer so najdaljši nizi fenoloških opazovanj cvetenja češnje, in sicer od leta 812. V Evropi so prvi zapisi nastali na Poljskem leta 1500 in so se nanašali na cvetenje in olistanje zdravilnih rastlin. Na Švedskem je okrog leta 1750 prvi rastlinski koledar z opazovanjem cvetenja, zorenja in odpadanja listov izdelal Carl von Linné, ki je tako prvi  pojave povezal s podnebnimi dogodki. Pomemben prispevek je k fenologiji podal tudi Giovanni Antonio Scopoli leta 1762 z delom »Calendarium Florae Carniolicae«, ki je nastalo po raziskavah na območju Slovenije in Koroške. Sam termin je prvič uporabil belgijski botanik C. Morre leta 1853.
V Evropi je pred kratkim delovalo okrog 70 fenoloških vrtov, ki so razporejeni od skrajnega severa Finske do Grčije. V bivši Jugoslaviji jih je bilo 8 in sicer v Križevcih pri Zagrebu, Zelenem brdu pri Beogradu, Somboru, Ivanem sedlu pri Sarajevu, Baru, Skopju, Ljubljani (od leta 1959) in Trstenu pri Dubrovniku. Slednjega je bil uničen novembra leta 1991 med vojaškimi spopadi.